# 長崎県立口加高等学校
長崎県立口加高等学校（ながさきけんりつこうかこうとうがっこう、Nagasaki Prefectural Koka High School）は、長崎県南島原市口之津町甲にある県立高等学校。

## 概要
歴史
1902年（明治35年）創立の「私立口之津女子手芸学校」を前身とする。高等女学校を経て、太平洋戦争後の学制改革により、1948年（昭和23年）に男女共学の新制高等学校となった。2022年（令和4年）に創立120周年を迎えた。
校名の由来
校名の「口加」は、学校所在地の旧南高来郡口之津町と、隣接する加津佐町の頭文字を合わせたものである。
所在地
島原半島の最南端、つまり長崎県の最南端にある県立高等学校である。
校訓
「豊かなる情感、透徹せる知性、強靭なる生命力」
設置課程・学科
全日制課程
- 普通科

2年次より、文系コース、理系コース、生活創造コースの3コースに分かれる。
生活創造コースは、2008年（平成20年）3月に閉科した家政科の流れをくむコースで、普通科の中で発達と保育、家庭看護福祉、フードデザイン、ファッションデザインを学び、テーマ研究を行っていく。
- 普通科グローカルコース（2017年新設）

2年次より、グローカルコース（文系）とグローカルコース（理系）の2コースに分かれる。
- 福祉科（2019年新設）

校歌
作詞は藤岡恵、作曲は伊藤英一による。歌詞は3番まであり、各番に校名の「口加」が登場する。新制高等学校が発足してから2年後の1950年（昭和25年）に新聞紙上での一般公募を経て決定された。

## 沿革

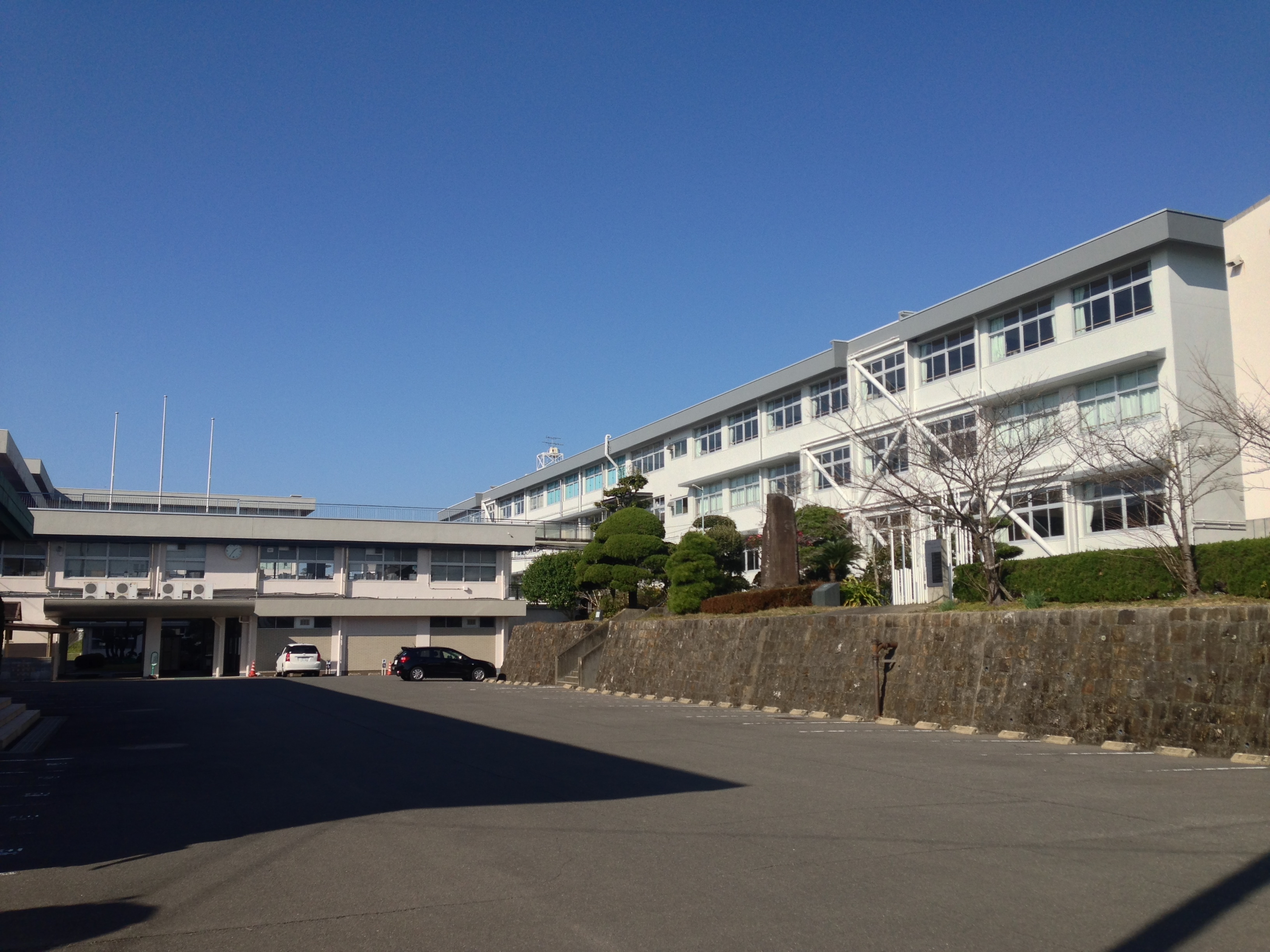
口加高等学校校舎および職員室

- 1902年（明治35年）11月16日 - 「私立口之津女子手芸学校」として開校。
- 1918年（大正7年）4月1日 - 移管により、「口之津村立口之津女子手芸学校」（公立学校）となる。
- 1919年（大正8年）7月 - 「口之津・加津佐両村組合立口加[2]女子手芸学校」に改称。
- 1923年（大正12年）7月 - 「口之津・加津佐両村組合立口加実科高等女学校」となる。寄宿舎を建設。
- 1927年（昭和2年）3月31日 - 「長崎県口加高等女学校」（口之津・加津佐村組合立）に改称（「実科」が除かれる）。
- 1930年（昭和5年）2月18日 - 長崎県に移管され「長崎県立口加高等女学校」となる。
- 1945年（昭和20年）
  - 4月1日 - 学校での授業が停止される。
  - 9月 - 終戦により、学校の授業が再開される。
- 1947年（昭和22年）4月1日 - 学制改革（六・三制の実施）が行われる。
  - 高等女学校の募集が停止される。
  - 新制中学校が併設され（名称: 長崎県立口加高等女学校併設中学校、以下: 併設中学校）、高等女学校1・2年修了者を新制中学校2・3年生として収容。
  - 併設中学校はあくまで経過措置として暫定的に設置されたものであり、新たに生徒募集は行われず、在校生が2・3年生のみの中学校であった。
  - 高等女学校3年修了者はそのまま高等女学校に在籍し、その4年生となった。
- 1948年（昭和23年）4月1日 - 学制改革（六・三・三制の実施）により、高等女学校は廃止され、新制高等学校の「長崎県立口加高等学校」が発足。
  - 全日制（普通課程・被服課程）および定時制普通課程を設置し、どちらも男女共学とする。
  - 高等女学校4年修了者を新制高校2年生、併設中学校卒業者（3年修了者）を新制高校1年生として収容。
  - 併設中学校は、1946年（昭和21年）に高等女学校へ最後に入学した3年生のみとなる。
- 1949年（昭和24年）
  - 3月 - 併設中学校を廃止。
  - 5月 - 小浜分校（定時制、小浜町立小浜中学校に併設）と北有馬分校（北有馬村立北有馬中学校に併設）を設立。校章が決定。
- 1950年（昭和25年）5月 - 南串山分校（南串山村立南串中学校に併設）を設置。校歌を制定。
- 1951年（昭和26年）4月 - 加津佐分校を設置。
- 1955年（昭和30年）4月 - 北有馬分校が移管により、長崎県立島原南高等学校有馬分校となる。
- 1959年（昭和34年） - 定員普通科135名、商業科45名、家庭科（のち家政科）45名の計225名。
- 1960年（昭和35年）4月 - 小浜分校が長崎県立小浜高等学校として分離・独立。
- 1964年（昭和39年） - 寄宿舎を解体する。
- 1967年（昭和42年）3月 - 加津佐分校を廃止。
- 1971年  (昭和46年）8月 - 全国高等学校軟式野球選手権大会優勝。
- 1975年（昭和50年）3月 - 南串山分校を廃止[3]。
- 1979年（昭和54年）3月 - 商業科を廃止。
- 2002年（平成14年）11月 - 創立100周年記念式典を挙行。
- 2005年（平成17年）4月1日 - 家政科の募集停止。
- 2008年（平成20年）
  - 3月31日 - 家政科を閉科。
  - 4月1日 - 普通科の中に生活創造コースを設置。
- 2009年（平成21年）12月18日 - 管理・特別教室棟の外壁改修工事を完了。
- 2017年（平成29年）4月1日 - 普通科グローカル[4]コースを新設[5]。
- 2019年（平成31年）4月1日 - 福祉科を新設[5]。

## 部活動
出典は「平成26年度 ハイスクールガイダンス」による。
運動部
- 陸上競技部
- 野球部
- バレーボール部（女）
- バスケットボール部
- サッカー部
- ソフトテニス部
- ソフトボール部（女）
- 卓球部

文化部
- 美術部
- 吹奏楽部
- 放送部
- 日本文化部

## 著名な出身者
- 久間章生 - 初代防衛大臣、防衛庁長官、自民党総務会長
- 松本政博 - 南島原市長
- 岡部まり - 政治家、タレント、映画評論家
- 木村広 - 元プロ野球選手
- 松本百子 - 陸上競技選手
- 林田真那美 - 陸上競技選手

## アクセス
最寄りのバス停
島鉄バス「口加高前」バス停
最寄りの国道・県道
国道251号
最寄りの鉄道駅（廃止）
島原鉄道島原鉄道線口之津駅・白浜海水浴場前駅 - どちらも2008年（平成20年）3月末で廃止された。

## 周辺
- 正妙寺
- 久木山簡易郵便局
- 白浜海水浴場・キャンプ場
- 天草灘
- 南島原市役所口之津支所
- 南島原警察署
- 南島原市立口之津中学校
- 南島原市立口之津小学校
- 南島原市立口之津図書館
- ホームプラザナフコ口之津店
- ドラッグストアモリ口之津店
- 十八親和銀行口之津支店
- 十八親和銀行口之津中央支店
- 口之津港 - 島原鉄道が天草の鬼池港との間にフェリーを運航。